# Фонд «Патріє»
Фонд «Патріє» — аналітичний центр в Чехії.
Фонд «Патріє», заснований у 1993 р, працює в напрямку розвитку громадянського суспільства, можливостей для підприємництва, європейської інтеграції, а також досліджує історію Чехії. Має щорічне фінансування від уряду. Річний бюджет — бл. 276 тис. дол. Фонд сприяє розвитку суспільної свідомості та самосвідомості громадян. Має 3 постійних та 20 асоційованих співробітника.